# De Dion-Bouton Type EF
Der De Dion-Bouton Type EF ist ein Pkw-Modell aus den 1910er Jahren. Er gehört zur Baureihe der V8-Modelle des französischen Herstellers De Dion-Bouton.

## Beschreibung
Die Zulassung durch die nationale Zulassungsbehörde erfolgte am 3. Februar 1913. Vorgänger war der Type DN.
Der V8-Motor hat 94 mm Bohrung, 140 mm Hub und 7773 cm³ Hubraum. Er war damals in Frankreich mit 30 Cheval fiscal (Steuer-PS) eingestuft. Er ist vorne im Fahrgestell montiert und treibt über ein Vierganggetriebe und eine Kardanwelle die Hinterräder an. Die Hinterachse ist eine De-Dion-Achse.
Die Basis bildet ein Pressstahlrahmen. Der Radstand beträgt 3565 mm und die Spurweite 1450 mm. Die Fahrzeuglänge betrug 4450 mm.
Bekannt sind Aufbauten als Tourenwagen.
Eine britische Autozeitschrift testete im März 1913 ein Fahrzeug und lobte es. 1500 Umdrehungen in der Minute im vierten Gang entsprachen 83 km/h Geschwindigkeit. Die Höchstgeschwindigkeit ist nicht bekannt.
Das Modell wurde elf Monate lang angeboten. Nachfolger wurde der Type EY, der am 12. Januar 1914 seine Zulassung erhielt.
Ein Tourenwagen mit dem britischen Kennzeichen GIG 1913 existiert noch und wurde schon bei Rundfahrten in Deutschland eingesetzt.